# Dohan
Dohan är en ort i Belgien.   Den ligger i provinsen Luxemburg och regionen Vallonien, i den södra delen av landet, 130 km söder om huvudstaden Bryssel. Dohan ligger 244 meter över havet och antalet invånare är 134.
Terrängen runt Dohan är platt norrut, men söderut är den kuperad. Dohan ligger nere i en dal. Närmaste större samhälle är Bouillon, 5,4 km väster om Dohan. 
I omgivningarna runt Dohan växer i huvudsak blandskog. Runt Dohan är det ganska glesbefolkat, med 38 invånare per kvadratkilometer.